# Unione Sportiva Femminile Milan 1975
Questa voce raccoglie le informazioni riguardanti l'Unione Sportiva Femminile Milan nelle competizioni ufficiali della stagione 1975.

## Rosa
| N. |                   | Ruolo | Calciatrice         |
| -- | ----------------- | ----- | ------------------- |
| 7  | Italia (bandiera) | A     | Alba Bonanomi       |
| 9  | Italia (bandiera) | A     | Antonietta Cherillo |
|    | Italia (bandiera) | D     | Ivana Clerici       |
| 2  | Italia (bandiera) | D     | Manola Conter       |
| 6  | Italia (bandiera) | C     | Donadoni            |
| 8  | Italia (bandiera) | A     | Groppelli           |

| N. |                   | Ruolo | Calciatrice      |
| -- | ----------------- | ----- | ---------------- |
| 10 | Scozia (bandiera) | A     | Edna Neillis     |
| 4  | Italia (bandiera) | C     | Silvana Parisi   |
| 5  | Italia (bandiera) | C     | Rita Pedrali     |
| 3  | Italia (bandiera) | D     | Pirotta          |
| 11 | Scozia (bandiera) | A     | Rose Reilly      |
| 1  | Italia (bandiera) | P     | Daniela Sogliani |

## Arrivi e partenze
| Acquisti | Acquisti             | Acquisti      | Acquisti   |
| -------- | -------------------- | ------------- | ---------- |
| ?        | Alice Baiguera       | A.C.F. Pavia  | definitivo |
| A        | Alba Bonanomi        | Fiamma Ceraso | definitivo |
| ?        | Elisabetta Mondonico | A.C.F. Pavia  | definitivo |

| Cessioni | Cessioni             | Cessioni              | Cessioni   |
| -------- | -------------------- | --------------------- | ---------- |
| ?        | Maria Grazia Appiani | Fiamma Ceraso         | definitivo |
| ?        | Liliana Baracchetti  | Fiamma Ceraso         | definitivo |
| ?        | Maria Pia Bassanini  | Fiamma Ceraso         | definitivo |
| ?        | Alma Cottini         | Pero Estintori Meteor | definitivo |
| ?        | Rosa Cunzolo         | Sisal Piacenza        | prestito   |
| ?        | Rosalia Dalla Valle  | A.C.F. Pavia          | definitivo |
| ?        | Anna Mannisi         | Fiamma Ceraso         | definitivo |
| ?        | Antonia Mauri        | Fiamma Ceraso         | definitivo |
| ?        | Adele Platti         | Sisal Piacenza        | definitivo |